# Икомасов, Анатолий Константинович
Анатолий Константинович Икомасов (21 октября 1911, с. Баймаково, Самарская губерния, Российская империя — 3 января 1988, Москва, РСФСР) — советский государственный деятель, министр промышленности строительных материалов РСФСР (1965—1972).

## Биография
В 1937 г. окончил гидротехнический факультет Омского сельскохозяйственного института.
- 1937—1939 гг. — чертёжник, гидротехник, прораб Семипалатинского земельного треста, в Восточно-Казахстанском областном управлении водного хозяйства, в Народном комиссариате совхозов Казахской ССР, главный инженер треста «Казсовхозмелиоводстрой» (Алма-Ата),
- 1939—1945 гг. — в РККА,участие в Великой Отечественной войне в составе 9 Пластунской казачьей дивизии (1941—1945), закончил войну в звании капитана
- 1945—1948 гг. — начальник строительного участка строительства Алма-Атинской гидроэлектростанции,
- 1948—1954 гг. — начальник участка, Управления, заместитель начальника строительства Камской гидроэлектростанции,
- 1954—1956 гг. — начальник строительства Камской гидроэлектростанции,
- 1956—1963 гг. — начальник строительства Воткинской гидроэлектростанции (Пермская область),
- 1963—1965 гг. — начальник Главзападуралстроя,
- 1965—1972 гг. — министр промышленности строительных материалов РСФСР.

Депутат Верховного Совета СССР 6 созыва.
С февраля 1972 г. на пенсии.

## Награды и звания
Награждён орденами Ленина, Октябрьской Революции, Отечественной Войны I-й и II-й степеней, Трудового Красного Знамени, медалями За оборону Кавказа, За победу над Германией.